# Sebastian Ludzik
Sebastian Dominik Ludzik, född 9 mars 1994, är en svensk fotbollsspelare.

## Klubbkarriär
Ludziks moderklubb är Rågsveds IF. Som 11-åring gick han till Hammarby IF. Han debuterade i A-laget den 11 februari 2012 i försäsongspremiären mot IK Brage, som slutade med en 2–0-vinst för Hammarby. Han spelade även i par träningsmatcher under försäsongen 2013. Han var med i matchtruppen vid ett flertal tillfällen under säsongen 2013, dock utan att få göra något inhopp.
I december 2013 skrev han på ett A-lagskontrakt över säsongen 2014. Han debuterade i Superettan den 18 juni 2014 mot Gais, en match Hammarby förlorade med 3–1. I januari 2015 skrev han på för Nyköpings BIS.
I januari 2017 värvades Ludzik av Akropolis IF, där han skrev på ett tvåårskontrakt. Under Ludziks tvååriga sejour i klubben så spelade han totalt 41 ligamatcher, varav 19 matcher under första säsongen och 22 matcher under den andra säsongen. Efter säsongen 2018 lämnade Ludzik klubben.
Inför säsongen 2019 gick Ludzik till FC Stockholm.

## Landslagskarriär
Ludzik spelade två landskamper för Polens U15-landslag under 2009.

## Karriärstatistik
| Klubb              | Säsong             | Liga                      | Liga    | Liga | Svenska cupen | Svenska cupen | Övrigt  | Övrigt | Totalt  | Totalt |
| Klubb              | Säsong             | Division                  | Matcher | Mål  | Matcher       | Mål           | Matcher | Mål    | Matcher | Mål    |
| ------------------ | ------------------ | ------------------------- | ------- | ---- | ------------- | ------------- | ------- | ------ | ------- | ------ |
| Hammarby IF        | 2013               | Superettan                | 0       | 0    | 0             | 0             | —       | —      | 0       | 0      |
| Hammarby IF        | 2014               | Superettan                | 2       | 0    | 0             | 0             | —       | —      | 2       | 0      |
| Hammarby IF        | Totalt             | Totalt                    | 2       | 0    | 0             | 0             | —       | —      | 2       | 0      |
| Nyköpings BIS      | 2015               | Division 1 Norra          | 26      | 3    | 0             | 0             | —       | —      | 26      | 3      |
| Nyköpings BIS      | 2016               | Division 1 Norra          | 23      | 1    | 2             | 0             | —       | —      | 25      | 1      |
| Nyköpings BIS      | Totalt             | Totalt                    | 49      | 4    | 2             | 0             | —       | —      | 51      | 4      |
| Akropolis IF       | 2017               | Division 1 Norra          | 22      | 0    | 2             | 0             | 2       | 0      | 26      | 0      |
| Akropolis IF       | 2018               | Division 1 Norra          | 19      | 1    | 0             | 0             | —       | —      | 19      | 1      |
| Akropolis IF       | Totalt             | Totalt                    | 41      | 1    | 2             | 0             | 2       | 0      | 45      | 1      |
| FC Stockholm       | 2019               | Division 2 Södra Svealand | 21      | 3    | 0             | 0             | —       | —      | 21      | 3      |
| FC Stockholm       | 2020               | Division 2 Norra Svealand | 11      | 0    | 2             | 0             | —       | —      | 13      | 0      |
| FC Stockholm       | 2021               | Division 2 Norra Svealand | 4       | 2    | 1             | 0             | —       | —      | 5       | 2      |
| FC Stockholm       | 2022               | Ettan Norra               | 8       | 1    | 1             | 0             | —       | —      | 9       | 1      |
| FC Stockholm       | Totalt             | Totalt                    | 44      | 6    | 4             | 0             | —       | —      | 48      | 6      |
| Totalt i karriären | Totalt i karriären | Totalt i karriären        | 136     | 11   | 8             | 0             | 2       | 0      | 146     | 11     |

1. ↑  Uppflyttningskvalmatcher mot IK Frej.[13][14]